# Видео-игра улога
Видео-игра улога (енгл. role-playing video game, скраћено RPG) је жанр видео-игара у којима играч управља поступцима главног лика (или више њих) у добро осмишљеном свету. Многе видео-игре улога воде порекло од стоних RPG игара (као што је Dungeons & Dragons) и користе сличну терминологију, свет и механику игре. Друге сличности са стоним RPG играма су развијена прича и наративни елементи, развој главног јунака, сложеност и игривост. Електронски медиј уклања потребу за модератором и повећава брзину решавања борбе. RPG игре су еволуирале од текстуалних игара до игара са визуелно богатим 3D окружењем.